# Nescicroa tumescens
Nescicroa tumescens är en insektsart som först beskrevs av Ludwig Redtenbacher 1908.  Nescicroa tumescens ingår i släktet Nescicroa och familjen Diapheromeridae. Inga underarter finns listade i Catalogue of Life.